# Rosalie (Freddy-Quinn-Lied)
Rosalie ist der Titel eines Schlagers von Freddy Quinn, der 1956 im Musiklabel Polydor sowohl als B-Seite der Single Heimweh als auch auf Quinns erstem Studioalbum Freddy veröffentlicht wurde. Im selben Jahr wurde Rosalie als eigene Single mit dem Lied So geht das jede Nacht als B-Seite veröffentlicht (Polydor-Nummer: 23 223). Im darauffolgenden Jahr sang Freddy Quinn Rosalie auf Niederländisch als B-Seite der Single Zonder Thuis (niederländische Version von Heimatlos). Teilweise wird das Lied wie Heimatlos und Noch immer allein als „kitschig“ bezeichnet.
Laut der Gesellschaft für musikalische Aufführungs- und mechanische Vervielfältigungsrechte stammt die Musik des fünfminütigen Lieds von Lotar Olias und der Text von Peter Moesser (GEMA-Werk.-Nr: 973540-001). Als Bearbeiter einer weiteren Version (GEMA-Werk.-Nr: 973540-002) ist Bert Kaempfert eingetragen. Die Musik wird von Horst Wendes Tanz-Solisten und von Die Dominos gespielt.
Der Text handelt von einem Seemann, der nach einer siebenjährigen Reise nach Sansibar nicht zu seiner Freundin Rosalie zurückkommt. Es heißt, dass „die Insel ihn vergaß“, aber Rosalie nie.